# Isabel Benavides Barreda
Isabel Benavides Barreda (Lima, 1922 - 2010) fue una escultora peruana que se especializó en arte figurativo religioso y, en menor medida, realizó retratos en busto y esculturas para espacios públicos. Junto con su esposo, el artista de nacionalidad estadounidense John Davis, tuvo una destacada labor en la promoción de las artes plásticas y en la revalorización del arte popular y tradicional peruano.

## Educación
Realizó sus estudios escolares en Inglaterra, donde su padre era Ministro plenipotenciario del Perú y fue allá donde inició sus estudios artísticos. Con la Segunda Guerra Mundial, su familia retorna al país y estudia primero en la Escuela de Arte Católico de la Universidad Católica, dirigida por Adolfo Winternitz, con el escultor español Victorio Macho durante un año y conoce a quien se convertiría en un referente de la escultura peruana de los años 50s, Joaquín Roca Rey. Luego, Isabel estudia en la Escuela de Bellas Artes de Montreal (1945 - 1948), donde se consolida su gusto por la temática religiosa en el arte. Al poco tiempo de terminar sus estudios, parte a Nueva York a hacer su especialización en la Universidad de Siracusa con el renombrado escultor Iván Mestrovic, con quien perfeccionaría su técnica de tallado en piedra.

## Trayectoria
La obra sacra de Isabel Benavides fue prolífica. Con su trabajo en madera, Stella Maris (1947) obtuvo dos premios en Canadá: el Premio de Honor del Ministerio de Bellas Artes y el Primer Premio del 4.º año por sus trabajos en madera. Con motivo del fallecimiento de su madre en 1947, Isabel creó El Ángel de la Guarda, obra en bajo relieve que se encuentra en el Cementerio Presbítero Maestro.
Posteriormente, su pieza El buen pastor fue presentada en el Museo Petit Palais de París, en la Exposición Peruana de 1960. En 1963 fue nombrada miembro de la Comisión de Monumentos y Obras de Arte religioso, conformada entonces por Héctor Velarde, José García Bryce, Manuel Solari Swayne, Juan Manuel Ugarte Eléspuru, Adolfo Winternitz y Jaime Bayly. En 1965 recibió la Medalla del Honor del Consejo Nacional de Mujeres del Perú, presidido por la señora Anita Fernandini de Naranjo.
En 1973, realizó un monumento en bronce sobre una base de piedra llamado Exaltación del Quetzal, ubicado en el Parque Guatemala (Avenida Las Flores) en San Isidro. Se solicitó una réplica para la Plaza Quetzal de Santo Domingo, que fue inaugurada en abril de 1977.
La Parroquia San Antonio de Padua en Jesús María, también muestra el arte de Isabel con sus obras San Antonio de Padua y Los cuatro Evangelistas.
San Martín de Porres también fue afecto de su preferencia, por lo que lo desarrolló más de una vez y en tamaños diversos, destacando la escultura de bronce tamaño natural que entregó a la Catedral Metropolitana de Cristo Rey, en Liverpool, en el año 1990.
En el año 2013, el Instituto Cultural Peruano Norteamericano (ICPNA) realizó una muestra de la obra de Isabel y de John, como reconocimiento a su aporte a las artes en el Perú.

## Gestión cultural

### The Art Center[2]
En 1954, Isabel y su esposo John deciden abrir el Centro de Arte, siguiendo el formato de los Centros de Arte de Estados Unidos. Fue un proyecto innovador para su época que tuvo como objetivos centrales a) impartir cursos de artes plásticas a personas interesadas y b) revalorar el arte popular y tradicional peruano.
Gracias a su trabajo se llegaron a desarrollar tres Bienales de Artesanía en Lima, que reunieron a exponentes de artes como mate burilado, retablos, ceras, piedras de Huamanga,  hojalatería, talla en madera (pirograbado), cuero, vidrio, etc., así como platería y joyería y metales y fierro.
En 1959 funda Renovare, una "entidad para renovar y alentar el arte religioso".

### Fundación Pro Arte y Educación y Fundación Pro Conservación del Patrimonio Monumental
Ambas Fundaciones se convirtieron en los canales de compromiso social en aquel entonces de Isabel y su esposo. Gracias al primero, realizaron obras sociales en alianza con el Cuerpo de Paz, el YMCA y las Fuerzas Armadas. Con el segundo, buscaron promover la preservación y defensa del patrimonio artístico e histórico del país.